# بنة فاخر السفلى (الريف الغربي)
بنة فاخر السفلى (بالفارسية: بنه فاخر پایین) هي منطقة سكنية تقع في إيران في قسم الريف الغربي الريفي. يقدر عدد سكانها بـ 35 نسمة .